# Maximilian Ossejewitsch Steinberg

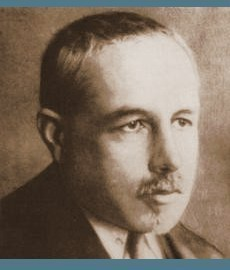
Maximilian Ossejewitsch Steinberg, 1915

Maximilian Ossejewitsch Steinberg (russisch Максимилиан Осеевич Штейнберг; * 22. Junijul. / 4. Juli 1883greg. in Vilnius; † 6. Dezember 1946 in Leningrad) war ein russischer Komponist.

## Lebenslauf
Steinberg, der Sohn eines Hebraisten, verbrachte seine Jugend in Wilna und zog 1901 nach Sankt Petersburg, um dort Naturwissenschaften zu studieren. Gleichzeitig veranlasste ihn sein großes musikalisches Interesse, auch ein Musikstudium am Sankt Petersburger Konservatorium bei so namhaften Persönlichkeiten wie Anatoli Ljadow, Alexander Glasunow und Nikolai Rimski-Korsakow zu beginnen. Bald schon zeigte sich sein großes kompositorisches Talent, das vor allem durch seinen Mentor Rimski-Korsakow entscheidend geprägt wurde. So legte Steinberg 1907 sein Diplom in Naturwissenschaften und 1908 in Musik ab. Im selben Jahr heiratete er Rimski-Korsakows Tochter Nadeschda und wurde selbst zunächst Lehrer, ab 1915 Professor für Komposition und Instrumentierung am Petersburger Konservatorium. Er übernahm zahlreiche Posten am Konservatorium, unter anderem war er von 1934 bis 1939 stellvertretender Direktor, bevor er 1946 in den Ruhestand ging. Steinberg spielte als Lehrer von Komponisten wie Dmitri Schostakowitsch und Juri Schaporin eine bedeutende Rolle im sowjetischen Musikleben.

## Stil
Steinberg galt zunächst als große Hoffnung der russischen Musik und wurde zeitweise sogar höher eingeschätzt als sein Kommilitone Igor Strawinski. Doch ganz im Gegensatz zu diesem blieb er musikalischen Neuerungen gegenüber strikt ablehnend. Seine Kompositionen zeigen vielmehr eine sehr deutliche Anlehnung an seine Lehrer Glasunow und Rimski-Korsakow und sind stilistisch ohne weiteres der russischen Nationalromantik in der Nachfolge des Mächtigen Häufleins zuzurechnen. Vor allem die Kompositionstechnik ist sehr souverän gehandhabt; Steinberg verfügte über eine brillante Orchestration. Viele seiner Werke greifen auf Sujets der Weltliteratur zurück. Die Verkündigung des Sozialistischen Realismus im Jahre 1932 bedeutete für ihn keine größere Umstellung, da sein Stil grundsätzlich mit den Forderungen konform ging. Er legte den inhaltlichen Schwerpunkt seines Schaffens nun auf nationale Themen und ließ noch stärker als zuvor die Folklore in sein Schaffen einfließen. Als Komponist ist Steinberg heute kaum noch bekannt, was daran liegt, dass seine Kompositionen stilistisch wenig eigenständig sind; er wurde sogar als Eklektiker bezeichnet. Größere musikgeschichtliche Bedeutung kommt ihm hingegen als Pädagoge zu.

## Werke
- Orchesterwerke
  - Sinfonie Nr. 1 D-Dur op. 3 (1905/06)
  - Sinfonie Nr. 2 b-Moll op. 8 „Dem Andenken Nikolai Rimski-Korsakows“ (1909)
  - Sinfonie Nr. 3 g-Moll op. 18 (1927/28)
  - Sinfonie Nr. 4 c-Moll op. 24 „Turksib“ (1933)
  - Sinfonie Nr. 5 d-Moll op. 31 „Sinfonie-Rhapsodie auf usbekische Themen“ (1942)
  - Variationen für großes Orchester G-Dur op. 2 (1905)
  - Sinfonisches Präludium zum Gedenken an Nikolai Rimski-Korsakow op. 7 (1908)
  - Dramatische Fantasie op. 9 (1910)
  - Feierliche Ouvertüre auf Revolutionslieder von 1905–1907 und 1917 op. 21 (1930)
  - „In Armenien“, Poem-Capriccio op. 28 (1940)
  - „Ilgari (Vorwärts)“, Usbekische heroische Ouvertüre op. 34 (1943)
  - Violinkonzert c-Moll op. 37 (1946)
- Bühnenwerke
  - Metamorphosen, Musikalisch-mimisches Triptychon (Ballett) nach Ovid op. 10 (1912/13); drei Bilder: 1. Semele, 2. Midas, 3. Adonis; daraus Suite in 5 Sätzen, ebenfalls as op. 10 bezeichnet (1913)
  - Till Eulenspiegel, Ballett op. 25 (1934/35)
  - Bühnenmusiken
- Vokalmusik
  - „Russalka (Die Wassernixe)“, Musik zum Gedicht von Michail Lermontow (Kantate) für Sopran, Frauenchor und Orchester op. 4 (1907)
  - „Himmel und Erde“, Opern-Mysterium / Dramatisches Poem nach Byron für sechs Stimmen und Orchester op. 12 (1916)
  - Vier Lieder für Singstimme und Orchester nach Tagore op. 14 (1924)
  - „Kantate zum Andenken Puschkins (zum 100. Todestag)“ nach Roschdestwenski für Sopran, Bariton, Chor und Orchester op. 26 (1937)
  - „Die Passionswoche“ nach alten Kirchengesängen für Chor op. 13 (1920–23)
  - Lieder (u. a. 24 Volkslieder für tiefe Stimme und Orchester in vier Zyklen zu je sechs Liedern op. 19 (1930), op. 22 (1930/31), op. 23 (1930/31) und op. 27 (1938))
- Kammermusik
  - Streichquartett Nr. 1 A-Dur op. 5 (1907)
  - Streichquartett Nr. 2 C-Dur op. 16 (1925)
  - Vier usbekische Lieder für Violoncello und Klavier op. 36 (nach dem Liederzyklus op. 33 (?), 1942/43; bearb. 1944?)

## Diskografie
Das Klassiklabel Deutsche Grammophon veröffentlichte zwei CDs mit Steinbergs Werken. Erhältlich sind die 2. Sinfonie + Variationen op. 2 sowie die 1. Sinfonie (beide Göteborger Symphoniker unter Neeme Järvi).